# Vanuatina
La vanuatina es un alcaloide aislado de la corteza de Hernandia peltata (Hernandiaceae). [α]25D = +138  (c, 0.12 en MeOH)